# Nothocremastus indianensis
Nothocremastus indianensis är en stekelart som beskrevs av Dasch 1979. Nothocremastus indianensis ingår i släktet Nothocremastus och familjen brokparasitsteklar. Inga underarter finns listade i Catalogue of Life.